# Extracting a Cheque from Uncle
Extracting a Cheque from Uncle è un cortometraggio muto del 1910 diretto da Lewin Fitzhamon.

## Trama
Per fare buona impressione su uno ricco zio e indurlo a sganciare un assegno, i cugini fingono che una dimora vuota sia la loro

## Produzione
Il film fu prodotto dalla Hepworth.

## Distribuzione
Distribuito dalla Hepworth, il film - un cortometraggio di 106,68 metri - uscì nelle sale cinematografiche britanniche nel giugno 1910.
Si conoscono pochi dati del film che, prodotto dalla Hepworth, fu distrutto nel 1924 dallo stesso produttore, Cecil M. Hepworth. Fallito, in gravissime difficoltà finanziarie, il produttore pensò in questo modo di poter almeno recuperare il nitrato d'argento della pellicola.